# OGLE-TR-111
OGLE-TR-111 è una nana gialla situata a circa 5000 anni luce dalla Terra. Appartiene alla costellazione della Carena. Avendo una magnitudine apparente di 17, questa stella lontana non è stata ancora catalogata.

## Sistema planetario
Nel 2002 l'Optical Gravitational Lensing Experiment (OGLE) rilevò che periodicamente la luce di questa stella diminuiva ogni 4 giorni, indicando un possibile pianeta transitante, OGLE-TR-111 b.
| Nome          | Nome          | Massa          | Semiasse maggiore | Periodo orbitale           | Eccentricità orbitale |
| ------------- | ------------- | -------------- | ----------------- | -------------------------- | --------------------- |
| OGLE-TR-111 b | OGLE-TR-111 b | 0,53 ± 0,11 MJ | 0,047 ± 0,001 UA  | 4,0144479 ± 4,1e-06 giorni | 0                     |